# ゴーストハンターRPG
『ゴーストハンターRPG』は1930年代の欧米を舞台にした日本のホラーものテーブルトークRPGである。

## 概要
ハミングバードソフトより1987年発売のコンピュータRPG『ラプラスの魔』は元々「ゴーストハンターシリーズ#1」としてシリーズ化が予定されていたが、続編が発売されること無く、1988年に角川書店よりノベライズ版が発行されて以降は長い間放置状態にあった。
その後アスキーより発売のTRPG専門誌LOGOUTにおいて、コンピュータゲーム、小説、テーブルトークRPGによるメディアミックスとして企画が再始動。1994年にはコンピュータゲーム版の新作『パラケルススの魔剣』とそのノベライズ版、そしてテーブルトークRPG『ゴーストハンターRPG』が発売されることとなった。しかし、翌年にLOGOUTが休刊になるなどTRPG業界の事情が悪化したことからアスキーによる本シリーズの展開は停止。
2002年には角川書店より小説版の新装版が発売され、ホビーベースイエローサブマリン社よりTRPG版の改訂版『ゴーストハンターRPG02』が発売されたものの、それ以降は再び動きはなくなっていた。
2012年末に新紀元社のネオゲーム文庫よりゲームブック『スペイン屋敷の恐怖: ゴーストハンター13ゲームノベル』が発売され、2013年にはTRPGではないがボードゲーム『ゴーストハンター13タイルゲーム』と、そのリプレイ『ゴーストハンター13タイルゲーム リプレイ 1000の部屋を持つ館』がやはりネオゲーム文庫より発売された。
2017年初頭には、TRPG『ゴーストハンターRPG02』とボードゲーム『ゴーストハンター13タイルゲーム』の要素を取り込んだボックス型TRPG『ゴーストハンター03』の展開が始まった。同シリーズは『ゴーストハンター13タイルゲーム』と互換性があり、それらを導入することでゲームの拡張が可能となっている。
シリーズ共通事項として、イラストは漫画版を除き全て弘司が担当。マントを羽織った洋装の日本人青年「草壁健一郎」は本作を象徴するキャラクターであり、小説版では主役を務めるほか、ゲームではプレイヤーに味方する強力なNPCとして設定されている。またRPGおよびタイルゲームでは、トランプを用いてキャラクターの精神状態を示す「狂気カード」システムが最大の特徴である。

## シリーズ

### ゴーストハンターRPG
- 『ゴーストハンターRPG』（安田均・白川剛とグループSNE アスキー）
- 『月光のクリスタル』（白川剛・山本弘・友野詳著 アスキー）

### ゴーストハンターRPG02
- 『ゴーストハンターRPG02』（2002年06月15日 イエローサブマリン）
- 『ワールド・ミステリー・ツアー』（2003/04/15 イエローサブマリン）
- 『モーガン・レポート』（2003/09/20 アークライト）

### ゴーストハンター13
- 『スペイン屋敷の恐怖: ゴーストハンター13ゲームノベル』（2012/12/18 新紀元社）
- 『ゴーストハンター13タイルゲーム』（2013/10/1 株式会社コザイク）
  - 『ゴーストハンター13タイルゲーム 7つの大罪』（2014/7/19 株式会社コザイク）
  - 『ゴーストハンター13タイルゲーム ディアブロ・ドゥ・ラプラス』（2014/11/22 株式会社コザイク）
- 『ゴーストハンター13タイルゲーム リプレイ 1000の部屋を持つ館』（2013/10/1 新紀元社）

### ゴーストハンター03
- 『ゴーストハンター03』（2017/1/20 株式会社コザイク）
  - 『ゴーストハンター03 フーディニ脱出! 』（2017/9/21 株式会社コザイク）

## コンピュータゲームソフト
- 『ラプラスの魔』（PC-88/PC-98/X68/MSX2）
- 『ラプラスの魔』（PCエンジンSUPER CD-ROM2）
- 『ラプラスの魔』（スーパーファミコン）
- 『パラケルススの魔剣』（PC-98）
- 『黒き死の仮面』（3DO）

## 小説
いずれも安田均（原案）、山本弘（著作）だが、アルケリンガの魔海のみ安田均と秋口ぎぐるの共著。
- 『ラプラスの魔』角川文庫（角川書店）、1988年3月。ISBN 978-4044601010
  - 『ラプラスの魔―ゴーストハンター』角川スニーカー文庫（角川書店）、2002年5月。ISBN 978-4044601102
  - 『ゴーストハンター ラプラスの魔 完全版』単行本（KADOKAWA/富士見書房）、2014年9月。ISBN 978-4040702452
- 『ラプラスの魔外伝 死のゲーム』（LOGOUT ノベルスペシャル掲載）1993年
- 『パラケルススの魔剣』ログアウト文庫（アスペクト）、上巻 1994年2月 ISBN 978-4893661562 / 下巻 1994年10月 ISBN 978-4893662774
  - 『ゴーストハンター パラケルススの魔剣―謀略の鉤十字』角川スニーカー文庫、2002年6月。ISBN 978-4044601119
  - 『ゴーストハンター パラケルススの魔剣―アトランティスの遺産』角川スニーカー文庫、2002年7月。ISBN 978-4044601126
  - 『ゴーストハンター 2 パラケルススの魔剣 完全版』単行本（KADOKAWA/富士見書房）、2014年11月。ISBN 978-4040702469
- 『ゴーストハンター 3 アルケリンガの魔海』単行本（KADOKAWA/富士見書房）、2015年2月。ISBN 978-4040702476

## 漫画
- 『ラプラスの魔』（MEIMU）角川書店、1989年7月。ISBN 978-4047130050
キャラクターの名前が一部共通する程度で、設定・ストーリーはゲーム版とは全く別物